# Бледнов, Никита Романович
Никита Романович Бледнов (род. 25 ноября 2003, Дзержинск) — российский хоккеист, нападающий.

## Биография
Хоккеем начал заниматься в три с половиной года в Академии «Авангарда» (Омск).
Первый клуб в профессиональной карьере — «Сибирские снайперы» (Новосибирск). В сезоне 20/21 сыграл за этот клуб 17 матчей и набрал два очка (2+0 по системе гол+пас).
С 2021 года начал выступать за клубы системы «Автомобилиста»: «Авто», «Горняк-УГМК», «Автомобилист». В декабре 2024 года подписал контракт с кирово-чепецкой «Олимпией» до 31 мая 2025 года.
В КХЛ свой первый матч сыграл 3 сентября 2021 года в Екатеринбурге, где «Автомобилист» принимал магнитогорский «Металлург».